# Pygopleurus israelitus
Pygopleurus israelitus là một loài bọ cánh cứng trong họ Glaphyridae. Loài này được Muche miêu tả khoa học năm 1963.